# Hippodraco scutodens
Hippodraco scutodens es la única especie conocida del género extinto Hippodraco ("caballo dragón") dinosaurio ornitópodo iguanodóntido que vivió a principios del período Cretácico, hace unos 124 millones de años en el Barremiense, en lo que es hoy Norteamérica. 

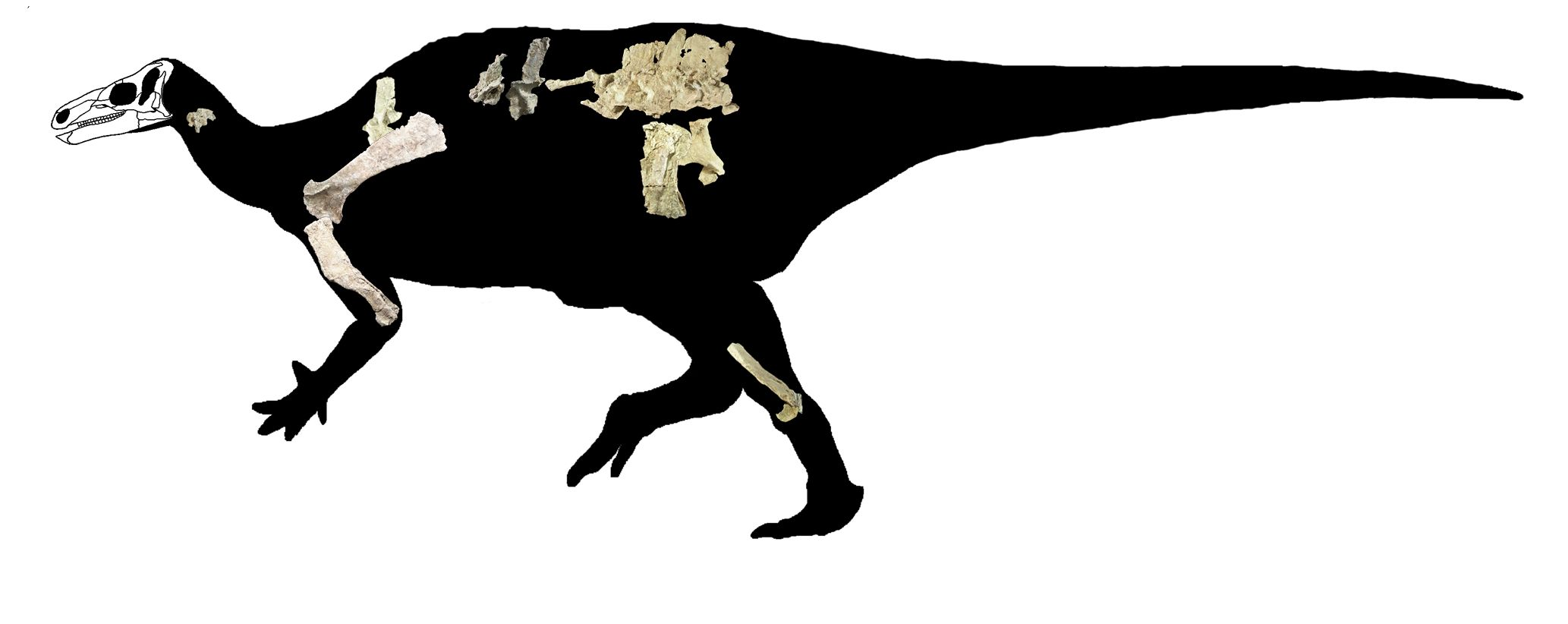
Restos encontrados del Hippodraco.

Se trata de un iguanodóntido basal encontrado en el Miembro Yellow Cat de la Formación Montaña Cedar de Utah, Estados Unidos. Medía alrededor de 4,5 metros de largo , 1,5 de alto y pesaba cerca de 400 kilogramos. Los sedimentos se encuentran en el límite superior del Barremiano e inferior del Aptiense, por lo que su estratigrafía no es definitiva.
El holotipo, UMNH VP 20208, es un esqueleto articulado de un individuo, incluyendo un  cráneo casi completo y restos postcraneales parciales. Hippodraco fue nombrado por Andrew T. McDonald, James I. Kirkland, Donald D. DeBlieux, Scott K. Madsen, Jennifer Cavin, Andrew R. C. Milner y Lukas Panzarin en 2010 y la especie tipo es Hippodraco scutodens. Su nombre proviene de la combinación de los vocablos hippos, para caballo en griego y draco por dragón en latín.